# Amerikaanse Maagdeneilanden op de Olympische Winterspelen 1998
Tijdens de Olympische Winterspelen van 1998, die in Nagano (Japan) werden gehouden, namen de Amerikaanse Maagdeneilanden voor de vierde keer deel.

## Deelnemers en resultaten
(m) = mannen, (v) = vrouwen 

### Bobsleeën
| Olympiër                                                          | Discipline                                   | Resultaat | Prestatie                                                                    |
| ----------------------------------------------------------------- | -------------------------------------------- | --------- | ---------------------------------------------------------------------------- |
| Zachary Zoller (2) Jeff Kromenhoek                                | 2-mansbob (m) Amerikaanse Maagdeneilanden I  | 33e       | run 1: 56,77 run 2: 56,90 run 3: 56,71 run 4: 56,82 totaal: 3.47,20 (+9,96)  |
| Keith Sudziarski (2) Todd Schultz (2)                             | 2-mansbob (m) Amerikaanse Maagdeneilanden II | 36e       | run 1: 57,06 run 2: 57,10 run 3: 56,96 run 4: 57,19 totaal: 3.48,31 (+11,07) |
| Keith Sudziarski (2) Christian Brown Paul Zar (2) Jeff Kromenhoek | 4-mansbob (m) Amerikaanse Maagdeneilanden I  | 29e       | run 1: 55,80 run 2: 55,52 run 3: 55,84 totaal: 2.47,16 (+7,75)               |

### Rodelen
| Olympiër           | Discipline | Resultaat | Prestatie                                                                         |
| ------------------ | ---------- | --------- | --------------------------------------------------------------------------------- |
| Anne Abernathy (4) | vrouwen    | 24e       | run 1: 53,224 run 2: 52,652 run 3: 52,525 run 4: 52,306 totaal: 3.30,707 (+6,928) |

Amerikaanse Maagdeneilanden · Andorra · Argentinië · Armenië · Australië · Azerbeidzjan · België · Bermuda · Bosnië en Herzegovina · Brazilië · Bulgarije · Canada · Chili · China · Chinees Taipei · Cyprus · Denemarken · Duitsland · Estland · Finland · Frankrijk · Georgië · Griekenland · Groot-Brittannië · Hongarije · Ierland · IJsland · India · Iran · Israël · Italië · Jamaica · Japan · Joegoslavië · Kazachstan · Kenia · Kirgizië · Kroatië · Letland · Liechtenstein · Litouwen · Luxemburg · Macedonië · Moldavië · Monaco · Mongolië · Nederland · Nieuw-Zeeland · Noord-Korea · Noorwegen · Oekraïne · Oezbekistan · Oostenrijk · Polen · Portugal · Puerto Rico · Roemenië · Rusland · Slovenië · Slowakije · Spanje · Trinidad en Tobago · Tsjechië · Turkije · Uruguay · Venezuela · Verenigde Staten · Wit-Rusland · Zuid-Afrika · Zuid-Korea · Zweden · Zwitserland